# Hansel and Gretel (film 1982)
Hansel and Gretel è un mediometraggio televisivo del 1983 diretto da Tim Burton. Si tratta di una rivisitazione del racconto omonimo dei fratelli Grimm Hänsel e Gretel.
Il film è stato trasmesso in America una sola volta il 31 ottobre 1983.

## Trama
Un povero giocattolaio ha due figli, Hansel e Gretel, e si è risposato con una donna che disprezza lui e i bambini. Un giorno i due le fanno degli scherzi e lei vorrebbe picchiarli, ma il padre la ferma e manda i bambini in camera loro. L'uomo aspetta che la moglie dorma, poi sale dai figli con un giocattolo e dei biscotti per loro per tirarli su. La mattina dopo la matrigna porta i bambini nella foresta, poi lancia dei fuochi d'artificio per distrarli e abbandonarli. Gretel però sapeva cosa aveva in mente la donna e aveva detto a Hansel di raccogliere delle pietre per ritrovare la strada. La matrigna prova ad abbandonarli di nuovo il giorno dopo. Hansel lascia sassi per la strada, ma vengono mangiati dalla papera giocattolo che la matrigna ha dato loro. Lui e Gretel si perdono e non hanno scelta se non dormire nel bosco quella notte. Mentre dormono la papera si trasforma in un robot giocattolo che la mattina dopo guida i bambini a una casa fatta di dolci.
Mentre i due mangiano la facciata della casetta si affaccia la strega con il naso fatto di caramella e li attira dentro promettendo loro dei dolci: li fa mangiare e poi li ospita per la notte. I letti però sono trappole e Hansel si ritrova intrappolato in una caverna dove incontra Dan Dan, un uomo di marzapane che gli chiede insistentemente di essere mangiato. Hansel non lo sopporta più e inizia a mangiarselo, ma lancia la testa contro il muro facendola a pezzi. Intanto Gretel è costretta a riscaldare il forno per cucinare il fratello, ma appena ne ha l'occasione colpisce la strega con un attizzatoio. Le due iniziano a scontrarsi in stile kung fu e anche Hansel si unisce a loro. Combattendo i bambini spingono la strega verso il forno, nel quale comunque va a finire da sola mentre lancia un calcio. Hansel e Gretel chiudono la fornace e la casa della megera si scioglie mentre loro scappano. Il cigno giocattolo che aveva fatto il loro padre arriva come una barca per portarli a casa. I bambini tornano felici dal padre, che ha cacciato via la moglie. Mentre festeggiano il cigno inizia a sputare soldi rendendoli ricchi.